# Ян Янович Заберезинський
Ян Янович Заберезинський гербу Леліва (нар. бл. 1480 — пом. 1538) — державний діяч, дипломат Великого князівства Литовського, маршалок господарський (1503—1516), Новогрудський воєвода (1509—1530), Маршалок земський литовський (1522—1538), Троцький воєвода (1531—1538); намісник (староста) кричівський, вовковиський, дорогичинський, марковський, довговський, мерецький, ошмянський, пунський, олицький.

## Життєпис
Народився Ян близько 1480 року в сім'ї на той час маршалка двірського Яна Юрійовича Заберезинського та Анни з Насутів, доньки старости берестейського Яна Насутовича. Мав братів Юрія та Станіслава й сестру Ядвігу.
Очевидно, завдяки батьку, Ян Заберезинський із ранніх років опинився при дворі великого князя. Вже 1501 року був серед підписантів Мельницької унії. Впродовж 1503—1516 років був маршалком господарським (двірським) спочатку Олександра Ягеллончика, потім Сигізмунда I.

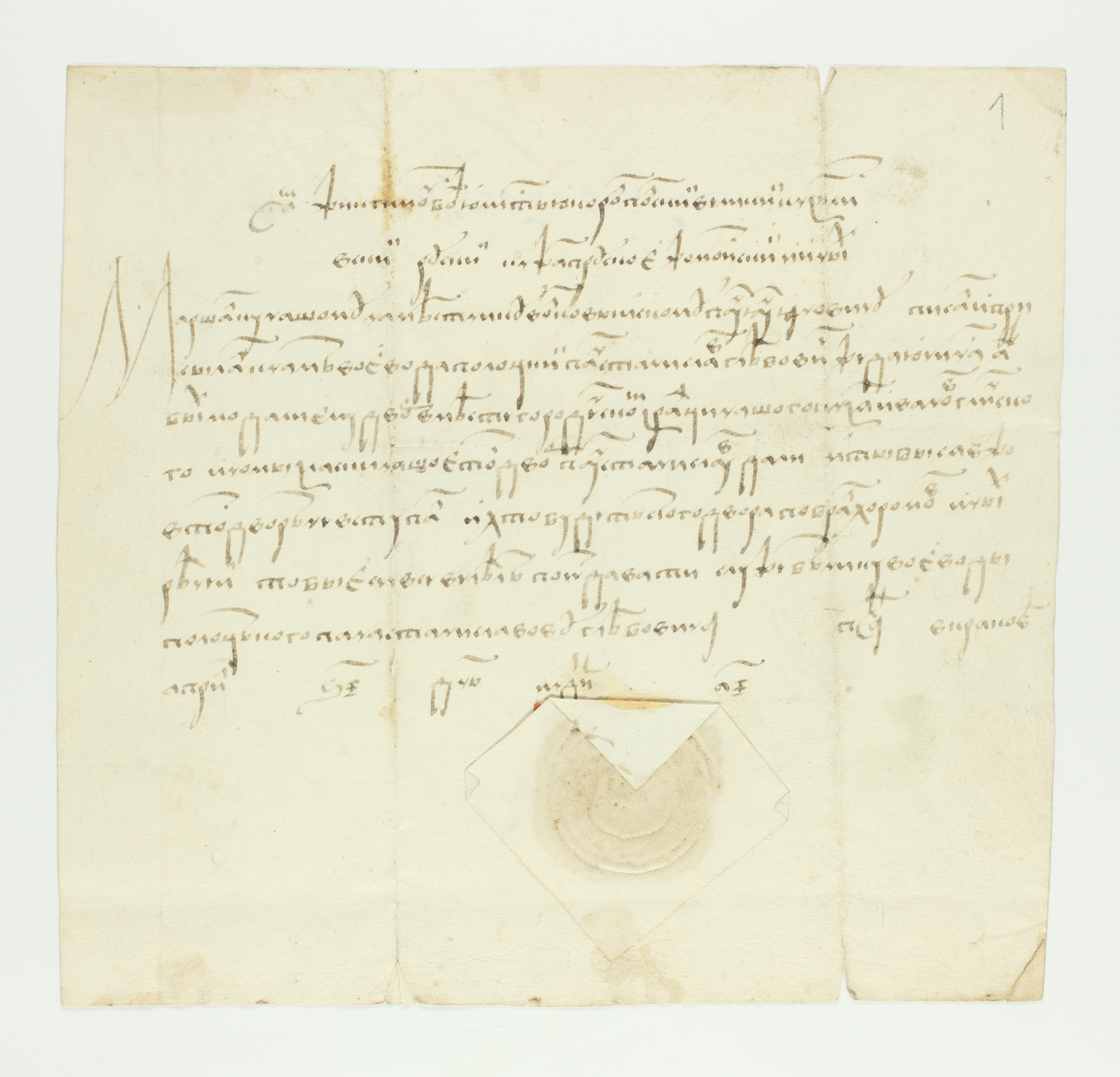
Мандат Сигізмунда І Старого, короля польського і великого князя литовського, для Яна Яновича Заберезинського, маршалка господарського і намісника вовковиського, щодо надання королем Станіславу Глібовичу, воєводі полоцькому, двору в Гродно після Івана Глинського, із забороною маршалку займати маєток і зобов'язанням усім, хто в маєтку щось забрав, передати все слузі полоцького воєводи. 16 квітня 1508 рік

Звідтоді займав низку високих і відповідальних посад. Був намісником кричівським (1506—1507) і вовковиським 1506—1509. 26 лютого 1509 року був призначений на посаду Новогрудського воєводи, був ним принаймні до жовтня 1530 року. Також, 1510 року згадується як Новогрудський городничий і конюший. 1511 року судився зі старостою луківським щодо порушення меж його маєтку Межиріччя та завдання збитків.
Протягом 1514—1516 років Заберезинський був старостою дорогичинським, від 1515 року старостою немонойцьким та метельським, починаючи з 1519 року — старостою марковським, з 1519 по 1530 роки — старостою довговським, від 1520 по 1530 — старости мерецьким. Як Новогрудський воєвода засвідчив Акт заснування Підляського воєводства 1520 року.
З 9 травня 1522 року до кінця життя був маршалком земським литовським. Також, отримав ошмянське староство (1522 і 1526—1530).
Протягом 1528—1529 років входив до комісії, що займалася розмежуванням між Мазовією та Великим князівством Литовським від Ґоньондза до Парчева. 1529 року спорядив за власний кошт до посполитого рушення загін із 197 кіннотників.
1531 року Ян Заберезинський був призначений Троцьким воєводою, був ним до кінця життя. 1536 року отримав також староства мерецьке (повторно), пунське й олицьке.
Помер перед 14 червня 1538 року.

## Маєтності та фундації
Після смерті Яна Юрійовича Заберезинського (1508), 4 січня 1509 король Сигізмунд засвідчив акт поділу маєтностей між його синами Яном і Юрієм. Перший отримав, зокрема, маєтки Олиту, Сімно, Волму, Забреззя, а також маєтності в Жмуді. Пізніше брати провели обмін: Юрій передав Яну маєток Оляни, а натомість отримав Волму. Також, Ян одідичив маєток Яблочин у Берестейському повіті, який 1522 року продав разом із селом Констановичі та заснованим батьком монастирем святого Онуфрія. Був власником Межиріччя. У посаг за Барбарою Кезгайло отримав частку Полочан і Лужан у Ошмянському повіті. 1536 року Заберезинському були надані довічно в користування Олита, Сімно, Нємонойці разом із Меречем і Пунею з умовою повернення до власності господаря після смерті.
1524 року фундував костел святого Людвіка в місті Олита.

## Сім'я
Ян Заберезинський був тричі одружений. Вперше таємно від батька, орієнтовно перед 1508 роком, він одружився з представницею заможної литовської родини Ітамілою, вдовою Фелікса Крупського. Однак після кількох років бездітних стосунків, коли на горизонті з'явилася багатша і значуща кандидатура (Барбара Кєзгайлівна), Заберезинський вирішив не розголошувати свій попередній шлюб (хоча його батько вже помер) і розірвав його.
Друга дружина — Барбара (пом. 1532), донька гетьмана великого литовського Станіслава Кезгайла. З нею мали сина Яна (нар.бл. 1510 — пом.бл. 1545) — маршалка двірського (1529—1544).
Третя дружина — Зофія, донька канцлера великого литовського Міколая Радзивілла. З нею мали доньку Анну (пом. бл. 1556) — дружину спочатку князівського придворного Федора (Фридерика) Івановича Сапіги, потім князя Стефана Збаразького.